# Mariti in città
Mariti in città è un film del 1957 diretto da Luigi Comencini. Si tratta di una pellicola che appartiene al filone della commedia all'italiana.

## Trama

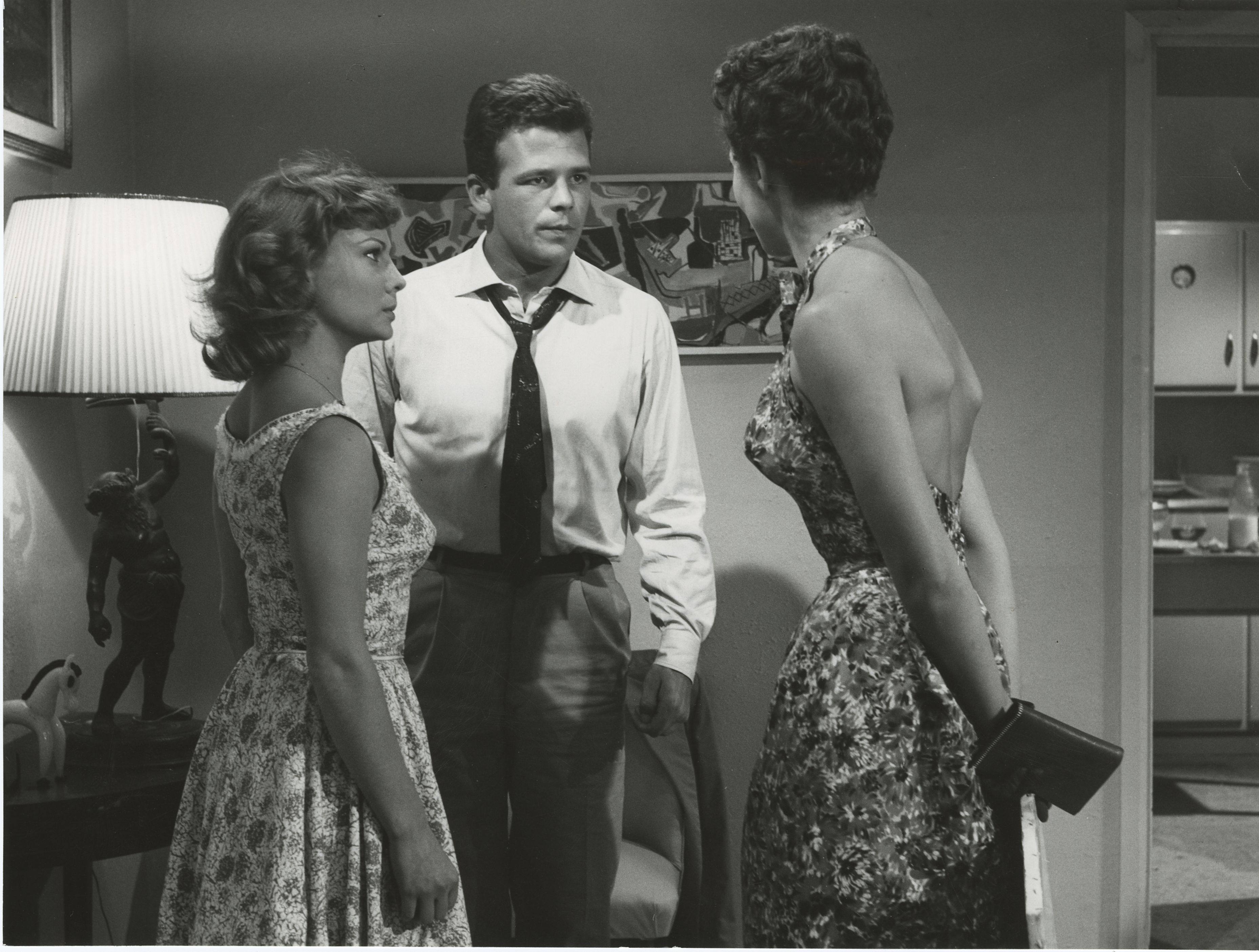
Hélène Rémy, Renato Salvatori e Giorgia Moll in una scena del film

Alberto, uno scapolo irriducibile che proclama ai quattro venti la soddisfazione di essere libero, incontra casualmente su un treno ai primi giorni di agosto quattro mariti che hanno accompagnato le loro consorti nelle località di villeggiatura e, forse involontariamente, provoca le loro avventure extraconiugali.
Il primo è l'anziano professor Giacinto, il quale si ritrova nel bagno di casa propria Quinta, l'attraente cameriera dei vicini di casa, e si concede con lei una gita al Lido di Ostia salvo poi tirarsi indietro quando viene scambiato per il padre. Il secondo è Fernando, un antiquario roso dalla gelosia dai sospetti che sua moglie lo tradisca, ma nel frattempo riceve in negozio e riesce a strappare un appuntamento galante con una sua cliente. Il terzo è Ciccio, un impiegato che con la complicità di Aida porta a casa un cane, scambiato dalla portinaia per la sua amante. Il quarto, infine, è Mario, appena sposato con Romana, il quale a causa di una scommessa con una sua collega di lavoro acquista per diecimila lire un quadro da una pittrice, Leonella, salvo poi innamorarsi di quest'ultima – ricambiato – quando si fa fare il suo ritratto.
Al ritorno delle mogli, sarà proprio Alberto costretto a ristabilire la pace coniugale dei quattro mariti, dopo una serie infinita di equivoci, litigi e riconciliazioni; alla fine, dopo aver trascurato le profferte di una zitella, si sposerà anche lui con la sua convivente Sandrina, che aspettava da dieci anni di convolare a giuste nozze. Leonella e la collega di lavoro di Mario, entrambe deluse, partono insieme per le ferie sperando in ulteriori conquiste, ma siamo già alla fine di settembre e inizia l'autunno...

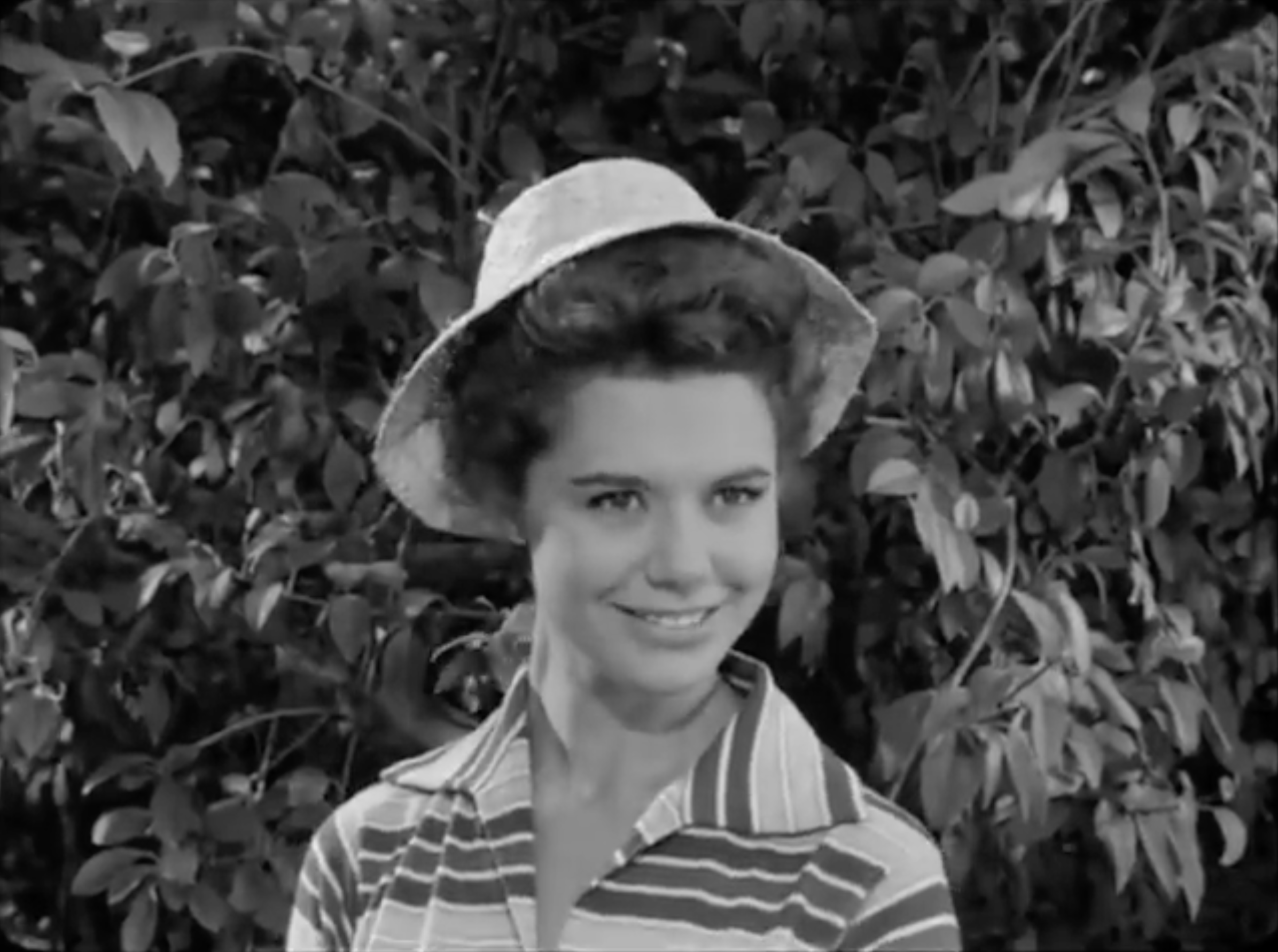
Giorgia Moll in una scena del film

## Produzione
Le musiche di Domenico Modugno sono dirette dal maestro Felice Montagnini. L'omonima canzone con la frase tormentone del ritornello, Oh! quant'è bona La cameriera, in versione orchestrale senza parole, è commentata da disegni umoristici che seguono i canoni delle vignette dell'epoca e uno di questi disegni sarà la copertina del 45 giri dello stesso Modugno.
Nel film è presente tra le attrici la moglie del cantautore e artista, Franca Gandolfi.

## Critica
Paolo Mereghetti (1993): *¼
«... commedia prevedibile e piena di luoghi comuni, con poco di comenciniano.»
Dopo il travolgente successo di Pane, amore e fantasia, il regista, che era nato come documentarista, continuò con la commedia all'italiana e in produzioni commerciali. «Riuscì però a dimostrare fantasia e umorismo».